# Campaña de Pirro en Sicilia
La Campaña de Pirro en Sicilia fue una campaña militar entre los años 278 y 276 a. C., en la que el rey Pirro de Epiro fue en auxilio de la ciudad de Siracusa, con el intentó frenar la expansión cartaginesa en Sicilia.

## Antecedentes
Después de que Pirro fue expulsado de Macedonia, y cerrando sus ambiciones de expandir su reino hacia el este, recibió una petición de ayuda de la ciudad de Tarento contra la expansión romana en el 280 a. C. Su ejército cruzó el tormentoso Adriático y así comenzó el primer enfrentamiento de las legiones romanas contra la falange macedonia y los elefantes de guerra. El núcleo del ejército de Pirro estuvo compuesto por 5.000 falangistas macedonios, junto con la falange de las regiones epirotas armados al estilo macedonio. El ejército de Pirro también tenía una pequeña fuerza de caballería tesalia altamente eficaz, y algunos honderos de Rodas, entre otras tropas ligeras como los peltastas y arqueros de Creta. Una de las principales armas del ejército de Pirro eran sus elefantes de guerra, a los que ningún soldado romano se había enfrentado antes. El encuentro con la resistencia romana fue más duro de lo que esperaba. Sus fuerzas combinadas con un gran número de aliados finalmente derrotaron a los romanos en la batalla de Ásculo. Esto condujo a una paz con Roma que convenció a los senadores de que las legiones romanas eran inútiles contra el cuerpo de elefantes epirotas y se elaboró un tratado que obligaba a Roma a evacuar los territorios obtenidos en el sur de Italia. Cineas, la mano derecha de Pirro, se encontraba en Roma para firmar el tratado cuando una flota cartaginesa con 120 barcos de guerra apareció frente al puerto de Ostia, con el almirante Magón. Los cartagineses dijeron a los romanos que estaban dispuestos a aliarse con ellos contra Pirro. Los romanos, animados por esta nueva alianza, cancelaron la firma del tratado. Esa flota cartaginesa navegó hasta Siracusa en Sicilia, y como parte de esta nueva era de cooperación transportó soldados romanos a Regio, en un intento por eliminar algunos bandidos campanos que habían emulado lo que habían hecho los mamertinos en Mesina.
Pirro recibió entonces dos embajadas procedentes de Siracusa. Tras una larga guerra civil entre Tenón y Sóstrato, la ciudad se encontraba indefensa ante la invasión púnica, y ambos generales buscaron el apoyo de Pirro. La decisión estratégica de Pirro de marchar a Sicilia ha sido discutida por la historiografía, dado que suponía la apertura de un nuevo frente militar cuando no se había cerrado del todo el anterior en Italia. Al parecer, los planes de Pirro de dominar la isla de Sicilia serían un primer paso para la conquista de Cartago, como algunos años atrás había intentado Agatocles.

## De Italia a Sicilia
Durante el verano de 278 a. C. Pirro embarcó con sus soldados y elefantes y se trasladó a Sicilia. Los tarentinos estaban disgustados de verlo partir, pero dejó una guarnición en dicha ciudad mientras otras fuerzas permanecieron en Locri bajo el mando de su hijo Alejandro para apoyar a sus aliados italianos.
El estrecho de Mesina estaba bloqueado por los mamertinos y bandidos en Regio, de manera que la armada de Pirro zarpó desde Locri, eludiendo las patrullas navales cartaginesas y desembarcó en Tauromenio, justo al sur de Mesina. El tirano local Tindarión inmediatamente declaró su lealtad a Pirro. Sus fuerzas se unieron a las de Pirro, y cuando viajó a Catania obtuvo más aliados. Los cartagineses, con 100 barcos y un ejército de tierra de 50.000 hombres —según las cifras de Diodoro Sículo— había puesto sitio a Siracusa. La llegada del ejército de Pirro obligó a las fuerzas de asedio a dispersarse. Ocupó Siracusa y obtuvo 140 barcos y varias máquinas de asedio. Los dos líderes de Siracusa, Tenón y Sosístrato, dejaron de un lado sus diferencias y se unieron a la causa de Pirro, que designó como rey de Sicilia a su hijo Héleno.
La ciudad de Agrigento, que estaba en posesión de Sosístrato, aportó 8.000 nuevos soldados experimentados al ejército de Pirro. Otras ciudades le rindieron sumisión. Pirro no permaneció inactivo por mucho tiempo y de inmediato empezó a marchar hacia las ciudades cartaginesas con un ejército que había aumentado a más de 30.000 infantes y 1.500 caballeros —2500 según Plutarco. Las ciudades de Heraclea y Azonas fueron capturadas, mientras Selinunte, Halicias y Segesta se sometieron voluntariamente. Los soldados cartagineses huían sin poder hacer nada por temor a los elefantes. Se puede pensar en lo malo que eran las condiciones para los mercenarios de los cartagineses, ya que se retiraron a través de territorios hostiles, sin alimentos. Las víctimas deben haber sido enormes. No es de extrañar que los líderes de los cartagineses eludieran las batallas en tierra ya que se basaban en su superioridad naval para tratar de detener los avances epirotas.
Los restos de las fuerzas púnicas fueron arrastradas hasta la costa norte, refugiándose en las ciudades amuralladas como Erice y Panormo. Pirro atacó estos territorios, les puso sitio y luego asaltó sus murallas. En Erice, Pirro dirigió el asalto personalmente. El último bastión que permanecía en manos de los cartagineses era Lilibea.

## Los mamertinos
Además de enfrentarse a los cartagineses, Pirro se dedicó a combatir a los mamertinos, que tenían en gran medida sometidos a muchos griegos de Sicilia bajo el pago de tributos. Los mamertinos eran originalmente mercenarios de Campania contratados por Agatocles de Siracusa en sus guerras contra Cartago durante el siglo anterior. Después de la muerte de Agatocles, muchos de ellos decidieron quedarse viviendo en Sicilia y para ello tomaron la ciudad de Mesina (288 a. C.) y expulsaron a sus habitantes. Los mamertinos estaban aliados con los cartagineses que, evidentemente, quisieron suscitar un segundo frente en contra de Pirro. Pirro los combatió, mató a los recaudadores de impuestos y asoló sus fortificaciones.

## Victoria incompleta
En un momento dado, Pirro había recibido la noticia de que Roma se había puesto de nuevo en marcha y estaba atacando a sus aliados del sur de Italia, que le pidieron ayuda. Pirro sin embargo había decidido que Italia podría esperar y había preferido combatir a los cartagineses hasta expulsarlos totalmente de Sicilia. Su estrategia parecía funcionar, dado que los romanos seguían sin poder quebrar la voluntad de sus aliados, que contaban con el apoyo de Cineas y mercenarios epirotas, la posición de Cartago en Sicilia había sido reducida a una posición sólida en Lilibea, y la amenaza de los mamertinos había sido aplastada. Entonces quiso poner fin definitivamente a la guerra en Sicilia, en primer lugar, para volver la atención de nuevo frente a Roma desde una posición mucho más fuerte.
Desde Lilibea llegaron embajadores cartagineses que ofrecieron un acuerdo de paz pero fue rechazado por Pirro. Las fuerzas epirotas se dirigieron ante Lilibea, a la que sometieron a un estado de sitio. Sin embargo, los púnicos habían fortificado bien la ciudad mediante torres y máquinas de guerra y llevaron abundantes refuerzos y provisiones por mar. Tras un asedio que duró dos meses, Pirro consideró a la ciudad inexpugnable y tuvo que levantar el sitio.

## Sicilia se alía con Cartago
Disgustado por la derrota, Pirro quiso poner en práctica un nuevo plan que consistía en armar una gran flota y, al igual que Agatocles había hecho antes, llevar la guerra a África. Para ello Pirro tenía un alto número de barcos pero no contaba con suficientes tripulaciones. Mientras trataba de reclutarlas, sus demandas a las ciudades sicilianas, a las que anteriormente había tratado de manera afable, se hicieron de modo despótico, imponiendo abusos y castigos.
Estos actos le hicieron perder su popularidad entre las ciudades sicilianas, que desde entonces lo consideraron un tirano. Pirro empezó a sospechar de la lealtad de los dos líderes siracusanos, Tenón y Sosístrato. Sosístrato escapó, pero Tenón fue ejecutado. Esto condujo a una rápida reacción de todas las ciudades, que se levantaron en armas contra él e incluso solicitaron la ayuda de cartagineses y de los mamertinos.

## Abandono de Sicilia
Cuando su permanencia en Sicilia se estaba volviendo insostenible, Pirro recibió la petición de socorro de los tarentinos y samnitas para que les ayudara frente al empuje de los romanos. Incapaz de hacer frente a la sublevación de Sicilia, esta petición le sirvió de pretexto para dejar la isla y volver a Italia.
A su salida, Hierón fue nombrado general de Siracusa y después rey. Por otra parte, en la travesía entre Sicilia e Italia, las tropas de Pirro fueron hostigadas por los cartagineses y los mamertinos, que incluso llegaron a herir al mismo Pirro. Así, sus fuerzas quedaron muy mermadas, aunque pudo llegar a Tarento con 10.000 soldados de infantería y 3000 de caballería, según Plutarco.

### Autores antiguos
- Dion Casio (2004). «Libro IX». Historia romana, Libros I-XXXV (Fragmentos). ISBN 978-84-249-2728-8.
- Dionisio de Halicarnaso (1988). «Volumen IV». Historia antigua de Roma. Editorial Gredos. ISBN 978-84-249-1368-7.
- Lucio Anneo Floro. Epítome de la historia de Tito Livio. Madrid: Editorial Gredos. ISBN 978-84-249-2270-2.
- Marco Juniano Justino. «Libro XXIII». Epítome de las "historias filípicas" de Pompeyo Trogo.
- Plutarco (2007). «Volumen IV: Arístides & Catón; Filopemen & Flaminino; Pirro & Mario». Vidas paralelas. Madrid: Editorial Gredos. ISBN 978-84-249-2867-4.
- Polibio (1983/1997). «Libro I, 1». Historias. Madrid: Editorial Gredos. ISBN 978-84-249-1841-5.
- Tito Livio (1990). «Volumen III». Ab Urbe condita libri. ISBN 978-84-249-1441-7.
- Tito Livio. Periochae.

### Autores modernos
- Theodor Mommsen; C. A. Alexandre (2003). «Libro II, capítulo VII. Guerra entre Roma y el rey Pirro». Historia de Roma. ISBN 978-84-7506-598-4.

- Datos: Q5742664